# Делень (Сучава)
Делень, Делені (рум. Deleni) — село у повіті Сучава в Румунії. Входить до складу комуни Пиртештій-де-Жос.
Село розташоване на відстані 355 км на північ від Бухареста, 21 км на захід від Сучави, 132 км на північний захід від Ясс.

## Населення
За даними перепису населення 2002 року у селі проживала 741 особа, усі — румуни. Усі жителі села рідною мовою назвали румунську.